# Minusinsk
Minusinsk (rusky Минуси́нск) je město v Krasnojarském kraji Ruské federace. V roce 2010 mělo přibližně 71 200 obyvatel.

## Poloha
Minusinsk se nachází na pravém břehu Jeniseje, 12 km od stejnojmenné železniční stanice a 25 km od hlavního města Chakasie Abakanu.

## Historie
Město bylo založeno v roce 1739 na řece Minusa jako osada Miňjusinskoje (Миньюсинское). V roce 1822 se osada stala městem. Do Minusinska byli mimo jiné vypovídáni političtí vyhnanci na Sibiř, včetně děkabristů.